# Sandro Bondi
Sandro Bondi (* 14. května 1959, Fivizzano) je italský politik ze strany Lid svobody. V květnu 2008 se stal ministrem kultury ve vládě Silvia Berlusconiho.
Bondi prožil dětství ve švýcarském Lausanne, kam emigroval jeho otec, představitel socialistického hnutí. Po návratu do Itálie se Bondi zapojil do hnutí komunistické mládeže. Vystudoval Univerzitu v Pise. V roce 1990 byl zvolen starostou Fivizzana za Italskou komunistickou stranu, v době tohoto působení ale dostal přezdívku rapanello (ředkvička – navrch rudý, uvnitř bílý). Po těchto událostech komunistickou stranu opustil.
Poté se seznámil se Silviem Berlusconim a stal se jeho důvěrníkem a věrným příznivcem, což vyjádřil i několika básněmi. V roce 2001 se dostal do sněmovny za Berlusconiho hnutí Forza Italia.
V roce 2008 kandidoval za Lid svobody do senátu v Toskánsku a byl zvolen, zatímco ve druhém kole voleb prezidenta provincie Massa-Carrara byl poražen Osvaldem Angelim z Demokratické strany.
V květnu 2008 se stal Berlusconiho ministrem kultury. V této funkci byl mimo jiné kritizován za své výroky na adresu moderního umění.